# Frontière entre l'Indonésie et le Vietnam
La frontière entre l'Indonésie  et le Vietnam est entièrement maritime et se situe dans la mer de Chine méridionale. 
L'accord a été officiellement signé le 26 juin 2003 entre les deux ministres des affaires étrangères Nguyen Dy Nien pour le Viet Nam et  Hassan Wirajuda pour l'Indonésie. Il définit un segment sur la base de cinq points:
- Point 20 : 06° 05′ 48″ N, 105° 49′ 12″ E
- Point H : 06° 15′ 00″ N, 106° 12′ 00″ E
- Point H1 : 06° 15′ 00″ N, 106° 19′ 01″ E
- Point A4 : 06° 20′ 59,88″ N, 106° 39′ 37,67″ E
- Point X1 : 06° 50′ 15″ N, 109° 17′ 13″ E
- Point 25 : 06° 18′ 12″ N, 109° 38′ 36″ E

Cette frontière est équidistante entre les Îles Natuna qui constitue des îles frontalières d'Indonésie d'une part et l'archipel vietnamien de Côn Đảo et le Cap de Cà Mau de l'autre part.